# Distretto di Larne
Il distretto di Larne era una delle suddivisioni amministrative dell'Irlanda del Nord, nel Regno Unito. Fu creato nel 1973. Apparteneva alla contea storica di Antrim.
A partire dal 1º aprile 2015 il distretto di Larne è stato unito a quello di Ballymena e a quello di Carrickfergus per costituire il distretto di Mid e East Antrim.